# Risträsket, Lappland
Risträsket är en sjö i Gällivare kommun i Lappland och ingår i Kalixälvens huvudavrinningsområde. Sjön har en area på 0,614 kvadratkilometer och ligger 198 meter över havet. Sjön avvattnas av vattendraget Kosnårbäcken.

## Delavrinningsområde
Risträsket ingår i det delavrinningsområde (739664-177107) som SMHI kallar för Utloppet av Risträsket. Medelhöjden är 209 meter över havet och ytan är 3 kvadratkilometer. Räknas de 3 avrinningsområdena uppströms in blir den ackumulerade arean 25,79 kvadratkilometer. Kosnårbäcken som avvattnar avrinningsområdet har biflödesordning 5, vilket innebär att vattnet flödar genom totalt 5 vattendrag innan det når havet efter 172 kilometer. Avrinningsområdet består mestadels av skog (70 procent). Avrinningsområdet har 0,62 kvadratkilometer vattenytor vilket ger det en sjöprocent på 20,5 procent.